# 洋基的驕傲
《洋基的驕傲》（英語：The Pride of the Yankees）是1942美國的一部電影。導演是山姆·伍德。主演是賈利·古柏和特雷莎·懷特。電影也是洋基球星盧·賈里格半生的傳記電影。這部電影被選入AFI百年十大體育電影之列。

## 劇情
1941年，紐約洋基隊的盧·賈里格因肌肉萎縮性側索硬化症去世，年僅38歲。
盧·賈里格從小喜歡棒球，而貧寒的父母一心希望他好好念書去做建筑師，在發奮求學的同時當然不會放棄棒球，後來他進入哥倫比亞大學並在一次的校際比賽中打出全壘打而受人關注。然而不久他的母親罹患了重病，為了支付醫藥費，便與紐約洋基隊簽約成為職業球員，當時才20歲。
在度過最初兩年的板凳生涯後，1925年的賽季開始嶄露頭角，於1927年的賽季成為聯盟的最有價值球員，而此同時他與洋基隊另一名傳奇球星貝比·魯斯是同隊戰友也是競爭對手，但兩人的關係一直不好，在1939年盧·賈里格宣布引退時，貝比·魯斯才給了他一個紀念意義的擁抱。

## 演員表

### 主要角色
| 演 員       | 角 色     | 備 註    |
| 賈利·古柏   | 盧·賈里格 |          |
| 泰瑞莎·萊特 | 艾琳娜    |          |
| 貝比·魯斯   | 貝比·魯斯 | 本人演出 |
| 比爾·狄奇   | 比爾·狄奇 | 本人演出 |

## 獎項
| 年份   | 電影獎             | 獎項               | 入圍者                                                  | 結果 |
| ------ | ------------------ | ------------------ | ------------------------------------------------------- | ---- |
| 1943年 | 第15屆奧斯卡金像獎 | 最佳影片           |                                                         | 提名 |
| 1943年 | 第15屆奧斯卡金像獎 | 最佳男主角         | 賈利·古柏                                               | 提名 |
| 1943年 | 第15屆奧斯卡金像獎 | 最佳女主角         | 泰瑞莎·萊特                                             | 提名 |
| 1943年 | 第15屆奧斯卡金像獎 | 最佳改編劇本       | Jo Swerling、Herman Jacob Mankiewicz                    | 提名 |
| 1943年 | 第15屆奧斯卡金像獎 | 最佳故事           | 保羅·葛里克                                             | 提名 |
| 1943年 | 第15屆奧斯卡金像獎 | 最佳攝影           | 鲁道夫·馬泰                                             | 提名 |
| 1943年 | 第15屆奧斯卡金像獎 | 原創配樂（喜劇類） | 黎哈林·哈萊                                             | 提名 |
| 1943年 | 第15屆奧斯卡金像獎 | 最佳內部裝飾       | Perry Ferguson、Howard Bristol                          | 提名 |
| 1943年 | 第15屆奧斯卡金像獎 | 特技效果獎         | Jack Cosgrove、Ray Binger（撮影） 托马斯·莫尔顿（音響） | 提名 |
| 1943年 | 第15屆奧斯卡金像獎 | 剪輯獎             | 丹·馬達爾                                               | 獲獎 |
| 1943年 | 第15屆奧斯卡金像獎 | 錄音獎             | 托马斯·莫尔顿                                           | 提名 |

## 外部連結
- 互联网电影数据库（IMDb）上《The Pride of the Yankees》的资料（英文）
- AllMovie上《The Pride of the Yankees》的资料（英文）
- TCM电影资料库上《The Pride of the Yankees》的资料（英文）